# A lonjumeau-i postakocsis
A lonjumeau-i postakocsis [... lɔ̃ʒyˈmoi ...] (Le Postillon de Lonjumeau) Adolphe Adam 1836. október 13-án Párizsban bemutatott háromfelvonásos operája, a szerző legsikeresebb műve a Giselle című balett mellett. Ennek a műnek köszönhette a francia zeneszerző nemzetközi hírnevét.

## A mű szereplői és helyszínei
| Szereplő                        | Hangfekvése |
| ------------------------------- | ----------- |
| Rose                            | szoprán     |
| Chapelou, postakocsis           | tenor       |
| Madeleine, a felesége           | szoprán     |
| Bijou, kovács, Chapelou barátja | basszus     |
| De Corcy márki, királyi kamarás | bariton     |

- Történik: Lonjumeau-ban (ma: Longjumeau) és Párizs környékén 1756-ban és 1766-ban

## Az opera cselekménye

### I. felvonás
Chapelou feleségül vette Madeleine postamesternőt. Lonjumeau (ma: Longjumeau) főterén vonul át a nászmenet, a fiatal pár jósoltat magának és kedvező jóslatot kap. Bijou korábban postakocsis volt és erre az éjszakára átveszi a szolgálatot az újdonsült férjtől. Megjelenik Corcy márki: sietős lenne az útja, de hintójának eltörött a kereke. Éppen a királyi színház számára keres énekest. Közben a paraszt lányok szokás szerint megszöktetik a menyasszonyt, akit a vőlegény a híres postakocsis-románccal vált ki. A márki meghallja a postakocsis énekét és feltartóztatja. Rábeszéli, hogy menjen vele Párizsba, mert akinek ilyen szép hangja van, annak a színházban a helye. A menyasszony kétségbeesik, a falusiak, akik a kovács elbeszéléséből tudják meg mi történt, csodálkoznak.

### II. felvonás
Tíz év telt el. Madeleine nagy vagyont örökölt és meggazdagodott, férjhez ment. De nem felejtette el korábbi szerelmét, aki esküvőjük napján cserbenhagyta. Corcy márki, anélkül, hogy tudná ki is a nő valójában, udvarolni kezd neki. Chapelou Saint-Phar néven a főváros leghíresebb tenoristája lett. Korábbi szerelme leveleit nem válaszolta meg, de amikor a nő Madame Latour néven közeledik hozzá, beleszeret a volt menyasszonyára annyira hasonlító nőbe. Bijou Alcindor néven énekes társulatot visz Madelein-hez, de a társulat tagjai berekednek, csak az egykori postakocsis tud énekelni: előadja a galamb románcot. A tenorista és a nagy világi dáma kapcsolata végül annyira elmélyül, hogy Madelein nagy jelenetet rendez, mikor megtudja, hogy a férfi nős és nem veheti feleségül. Saint-Phar, hogy megússza a dolgot megígéri neki, hogy elveszi. Terve szerint egy papnak öltözött színész fogja majd összeesketni őket. A márki azonban keresztül húzza a tenor számításait: korábban kihallgatta a madame komédiázását és azt hiszi, ő miatta volt minden. Így hát gyorsan elküldet a kastély papjáért, Anzelm atyáért, hogy az tartsa meg az esketést. Miután rájön, hogy hoppon maradt feljelenti barátját.

### III. felvonás
Bijou kétségbeesetten siránkozik barátja helyzete felett: a bigámiáért halálbüntetés jár. Saint-Parhoz betoppan a paraszt ruhát öltött Madeleine és úgy tesz, mintha a tenor cselédje lenne. Hol Latourné, hol meg Madeleine hangján énekelve zavarja össze szerelmét. Corcy márki rátalál a párra: hozza az őrséget, hogy tartóztassák le a bigámistát. Madleine leleplezi magát: nem történt bigámia, az esküvő kétszer zajlott le, de a menyasszony egy volt.

## Az opera zenéje
A librettó Leon Lévy Brunswick és Adolphe de Leuven munkája. A történethez alkalmazkodva a zene is kecses, hízelgő, egyes esetekben operettszerű. De nem is akar többnek látszani. Kerüli a problémákat, nem törekszik gondolati mélységre, csak egyszerűen szórakoztatni akar. A szerző jó színpadi ösztönnel oldotta meg az egyes jeleneteket, kiválóan jellemezte zeneileg a komikus szereplőket és helyzeteket. A zenekar telthangzású, a kórus nagy létszámú és jelentő feladatott kapott, de végig a szólisták viszik előre a cselekményt. A balettot nélkülözte Adam, de az operában uralkodnak a tánc ritmusok. Áriák helyett inkább dalokról kell beszélnünk, de ezek igen világosan és ötletesen felépítettek.
A népi kolorit operett ízű, a cselekmény erőltetett, az egész darab komolytalan. Mégsem félresikerült műről van szó, hiszen a szerző tudatosan, saját bevallása szerint törekedett arra, hogy zenéje világos felépítésű, szórakoztató és könnyen érthető legyen. Az opera az ősbemutatón hatalmas sikert aratott és egyes részletei szinte azonnal slágerekké váltak. Külföldön ma is kedvelt és sokat játszott darab, annak ellenére, a cím szerep tenor szólama rendkívüli hangmagasságot igényel, s ennek következtében nem könnyű alkalmas énekest találni rá. A Magyar Állami Operaház 1904. november 29-én vitte először színre. Előtte a Pesti Német Színház játszotta a művet 1837-től.

## Híres részletek
- Mes amis, écoutez l'histoire — A postakocsis rondója (Chapelou, kar) (I. felvonás) (Tenorok kedvelt bravúráriája)

## Diszkográfia
- John Aler (Chapelou/Saint-Phar), François Le Roux (de Corcy márki), Jean-Philippe Lafont (Biju/Alcindor) June Anderson (Madeleine/Madame de Latour) stb.; Jean Laforge Énekegyüttese, Monte-carlói Filharmonikus Zenekar, vezényel: Thomas Fulton (1985) EMI France 5 74106 2